# Плавальний міхур

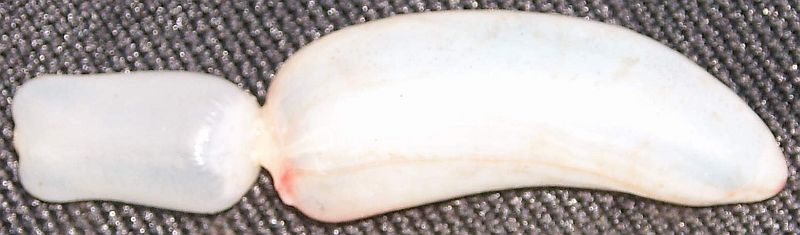
Плавальний міхур краснопірки

Пла́вальний міху́р (лат. vesica natatoria) — непарний або парний орган риб; розвивається як виріст стравоходу . Виконує гідростатичні, у деяких риб — дихальні і звуковидавальні функції, а також роль резонатора і перетворювача звукових хвиль. У деяких риб плавальний міхур зв'язаний з кишечником (відкритоміхурні риби), в інших (закритоміхурні риби) — цілком ізольований і регулювання вмісту газів у ньому здійснюється за допомогою так званого овалу, або червоного тіла (густе сплетення кровоносних судин на внутрішній стінці). В деяких риб він з'єднаний із внутрішнім вухом сліпими виростами, в інших — за допомогою апарату Вебера. Плавальний міхур заповнений газами, співвідношення яких може мінятися (газовий склад відмінний від складу атмосферного повітря). Відсутній у багатьох кісткових риб, що ведуть придонний спосіб життя, і в добре плаваючих риб, що роблять швидкі переміщення по вертикалі.